# Machaerina montana
Machaerina montana là loài thực vật có hoa trong họ Cói. Loài này được (J.Raynal) Lye mô tả khoa học đầu tiên năm 1983.